# Free talk
Un free talk è uno spazio all'interno di un manga nel quale l'autore (o mangaka) può scrivere liberamente di qualsiasi argomento, rivolgendosi direttamente al lettore.
Alcuni autori (come per esempio Miwa Ueda, autrice di Peach Girl) sono soliti inserire in questi spazi, posti per maggior parte in quarto di pagina, dei disegni. Più spesso il mangaka ne approfitta per ringraziare chi ha comprato le sue opere o per pubblicizzare le versioni televisive dei suoi lavori. Quando tali argomenti vengono a mancare i temi trattati sfiorano il cinema, la lettura o lo svago. Kaori Yuki (autrice di Angel Sanctuary), ad esempio, discorre spesso riguardo ai film o ai brani musicali che hanno ispirato i suoi manga. Mihona Fujii (autrice di GALS!) nei suoi free talks si diverte a spiegare come applicare extension ai capelli o come decorare le unghie.
Non tutti i manga prevedono l'uso del free talk, soprattutto in fase di serializzazione su rivista, ma è ormai largamente usato sui tankōbon. Attraverso il free talk gli autori riescono a comunicare direttamente con il lettore, generando una sorta di legame con lui spesso più forte di quello costituito dalle lettere che arrivano loro, alle quali non possono sempre rispondere.